# Grades de l'armée indonésienne
Les Forces armées indonésiennes (TNI) utilise un système de classement simplifié pour les trois branches que sont l'armée de terre indonésienne, la marine indonésienne et l'armée de l'air indonésienne. La plupart des rangs sont similaires avec des différences pour les titres de rang des officiers de haut rang. Exception existe, cependant, dans les rangs des membres du service de la Corps des fusiliers marins indonésiens. Alors que CFMI est une branche de la Marine, les titres de rang de la Corps sont les mêmes que ceux de l'armée, mais il utilise toujours les insignes de style de la Marine (pour de rang inférieur hommes de troupe, bleu remplacent la couleur rouge).
Comme dit plus haut, tous les services maintiennent les mêmes insignes de rang et le titre, la principale différence pour les officiers sont que des officiers de haut rang utilisent leurs titres spéciaux, tandis que les agents ci-dessous ce rang utilisent le titre similaire, mais suivis par leur abréviation branche / corps respectifs. Par exemple, un colonel de l'armée de l'infanterie branche utiliser le titre, qui "INF" signifie "Infanteri" ou "infanterie" "Kolonel INF."; Un colonel de la Marine avec le Corps Supply fond utiliser le titre "Kolonel Laut (S)", dans lequel "S" signifie "Suplai» ou «approvisionnement». En outre, un colonel de la Force aérienne avec Electronical Corps génie fond utiliser le titre "Kolonel (Lek)", dans lequel "Lek" signifie "Elektronika" ou "Electronique". Il n'y a pas de différences avec le titre de personnel enrôlé pour l'armée et la Force aérienne, mais la Marine utilisent encore services / corps l'abréviation de personnel derrière le titre.

## Histoire des grades

### 1946-1957
Les rangs suivants ont été utilisés au début de la création de Tentara Keamanan Rakyat ( 'TKR' , les forces de sécurité du peuple) en 1946, avant que le courant Forces armées indonésiennes ont été officiellement formées. Ce premier système de classement, avec la pratique japonaise insignes suivants, lorsqu'ils sont utilisés jusqu'en 1957.
Le armee du terre du TKR, Forces aériennes et navales, plus tard, l'armée indonésienne, la Force aérienne et la Marine, utilisé ces grades. (Les grades de l'armée ont également été utilisés par le naissante Corps des fusiliers marins indonésienne.)
- Note: orthographe précédente utilisé jusqu'en 1973 a été utilisée.

| Catégorie de grade             | Forces terrestres TKR (jusqu'en 1948) Armée indonésienne (1949-1957) Corps des fusiliers marins indonésiens (anciennement Corps des fusiliers marins du TKR de 1945 à 1948 et plus tard Corps Commado de la Marine 1948-1957) | Forces navale TKR (1946-49), Marine indonésienne (1949-57) | Force aérienne TKR (1946-49), Force aérienne indonésienne (1949-57) |
| ------------------------------ | --- | ---------------------------------------------------------- | ------------------------------------------------------------------- |
| Généraux et amiraux            | Djenderal Général | Laksamana I Amiral                                         | Laksamana Udara Général de corps d'armée aérienne                   |
| Généraux et amiraux            | Letnan Djenderal Lieutenant-général (général de division) | Laksamana II Vice-amiral                                   | Laksamana Muda Udara Général de division aérienne                   |
| Généraux et amiraux            | Djenderal Major Major-général (général de brigade) | Laksamana III (Contre-amiral)                              | Komodor Udara Général de brigade aérienne                           |
| Officiers supérieurs           | Kolonel (Colonel) | Kolonel Laut (Colonel)                                     | Komodor Muda Udara (Colonel d'aviation)                             |
| Officiers supérieurs           | Letnan Kolonel (Lieutenant-Colonel) | Letnan Kolonel Laut (Lieutenant-Colonel)                   | Opsir Udara I Lieutenant-Colonel d'aviation                         |
| Officiers supérieurs           | Mayor (Commandant) | Mayor Laut (Commandant)                                    | Opsir Udara II (Commandant d'aviation)                              |
| Officiers subalternes          | Kapten (Capitane) | Kapten Laut (Capitane)                                     | Opsir Udara III (Capitane d'aviation)                               |
| Officiers subalternes          | Letnan I (Lieutenant) | Letnan Laut (Lieutenant)                                   | Opsir Muda Udara I (Lieutenant d'aviation)                          |
| Officiers subalternes          | Letnan II (Sous-Lieutenant) | Letnan Muda Laut (Sous-Lieutenant)                         | Opsir Muda Udara II (Sous-Lieutenant d'aviation)                    |
| Sous-officiers                 | Letnan Muda, Pembantu Letnan (Major) | Adjudan (Adjudant)                                         | Opsir Muda Udara III (Aspirant)                                     |
| Sous-officiers                 | Sersan Major (Sergent-major) | Sersan Major (Premier maitre)                              | Sersan Major (Sergent-major)                                        |
| Sous-officiers                 | Sersan (Sergent) | Sersan (Maitre)                                            | Sersan (Sergent)                                                    |
| Militaires du rang , Équipages | Kopral (Caporal) | Kopral Quarter-maitre                                      | Kopral (Caporal)                                                    |
| Militaires du rang , Équipages | Pradjurit I (Soldat de première classe) | Kelasi I (Matelot de première classe)                      | Pradjurit I (Aviateur de première classe)                           |
| Militaires du rang , Équipages | Pradjurit II (Soldat) | Kelasi II (Matelot)                                        | Pradjurit II (Aviateur)                                             |

### Grades actuellement utilisé
| Tentara Nasional Indonesia Angkatan Laut Marine            | Tentara Nasional Indonesia Angkatan Darat Armée de terre              | Tentara Nasional Indonesia Angkatan Udara Armée de l'air                |
| ---------------------------------------------------------- | --------------------------------------------------------------------- | ----------------------------------------------------------------------- |
| Perwira tinggi Généraux et amiraux                         |                                                                       |                                                                         |
| Laksamana / amiral                                         | Jenderal / général                                                    | Marsekal / général                                                      |
| Laksamana Madya / vice-amiral d'escadre                    | Letnan Jenderal / lieutenant-général (général de corps d'armée)       | Marsekal Madya / général de corps d'armée aérienne                      |
| Laksamana Muda / vice-amiral                               | Mayor Jenderal / major général (général de division)                  | Marsekal Muda / général de division aérienne                            |
| Laksamana Pertama contre-amiral                            | Brigadir Jenderal brigadier-général (général de brigade)              | Marsekal Pertama général de brigade aérienne                            |
| Perwira Menengah Officiers supérieurs                      |                                                                       |                                                                         |
| Kolonel / capitaine de vaisseau                            | Kolonel / colonel                                                     | Kolonel / colonel                                                       |
| Letnan Kolonel capitaine de frégate                        | Letnan Kolonel lieutenant-colonel                                     | Letnan Kolonel lieutenant-colonel                                       |
| Mayor / capitaine de corvette                              | Mayor / commandant                                                    | Mayor / commandant                                                      |
| Perwira Pertama Officiers subalternes                      |                                                                       |                                                                         |
| Kapten / lieutenant de vaisseau                            | Kapten capitaine                                                      | Kapten capitaine                                                        |
| Letnan Satu / enseigne de vaisseau de première classe      | Letnan Satu / lieutenant                                              | Letnan Satu / lieutenant                                                |
| Letnan Dua / enseigne de vaisseau de deuxième classe       | Letnan Dua / sous-lieutenant                                          | Letnan Dua / sous-lieutenant                                            |
| Bintara Tinggi Aspirants                                   |                                                                       |                                                                         |
| Pembantu Letnan Satu                                       | Pembantu Letnan Satu / aspirant de première classe                    | Pembantu Letnan Satu / aspirant de première classe                      |
| Pembantu Letnan Dua                                        | Pembantu Letnan Dua / aspirant de deuxième classe                     | Pembantu Letnan Dua / aspirant de deuxième classe                       |
| Bintara Sous-officiers                                     |                                                                       |                                                                         |
| Sersan Mayor maître principal                              | Sersan Mayor Sergent-major                                            | Sersan Mayor Sergent-major                                              |
| Sersan Kepala premier-maître                               | Sersan Kepala Sergent-chef                                            | Sersan Kepala Sergent-chef                                              |
| Sersan Satu maître                                         | Sersan Satu                                                           | Sersan Satu sergent de première classe                                  |
| Sersan Dua Second-maître                                   | Sersan Dua                                                            | Sersan Dua "sergent" / sergent de deuxième classe                       |
| Tamtama Hommes du rang                                     |                                                                       |                                                                         |
| Kopral Kepala                                              | Kopral Kepala                                                         | Kopral Kepala "caporal" / caporal-chef                                  |
| Kopral Satu                                                | Kopral Satu                                                           | Kopral Satu "caporal" / caporal de première classe                      |
| Kopral Dua                                                 | Kopral Dua                                                            | Kopral Dua "caporal" / caporal de deuxième classe                       |
| Kelasi Kepala "matelot-chef" / quartier-maître             | Prajurit Kepala / Soldat                                              | Prajurit Kepala "soldat de classe" / caporal                            |
| Kelasi Satu "matelot de première classe" / matelot breveté | Prajurit Satu "soldat de première classe" / soldat de première classe | Prajurit Satu "soldat de première classe" / aviateur de première classe |
| Kelasi Dua "matelot de deuxième classe" / matelot          | Prajurit Dua "soldat de deuxième classe" / soldat de deuxième classe  | Prajurit Dua                                                            |